# Стрижёв, Александр Николаевич
Алекса́ндр Никола́евич Стрижёв (Стрижев) (12 августа 1934 — 17 марта 2022) — русский писатель, фенолог, литературовед и историк русской культуры; библиограф

.

## Биография
Родился 12 августа 1934 года в крестьянской семье в селе Тарадеи Шацкого района Рязанского округа Московской области (с 1937 года — в Рязанской области). После окончания сельской семилетней школы продолжил обучение в Москве, где в 1958 году окончил редакционно-издательский факультет Полиграфического института, а в 1965 году — биологический факультет сельскохозяйственного института[уточнить]. Работал в Аграрном издательстве (1959—1994).
С детства полюбил чтение; ещё в школьном возрасте начал писать стихи, публиковался в студенческих многотиражках. Первая заметка Стрижёва о природе появилась в областной газете «Ленинское знамя» 11 сентября 1964 года, и с этого времени он стал постоянным автором рубрики «Заметки фенолога» в различных московских газетах; в журнале «Наука и жизнь» он долгое время (1966—1982) вёл рубрики «Народный календарь» и «Русское разнотравье». Первое отдельное издание А. Н. Стрижева: О волшебных травах, приметах и некоторых суевериях. — М.:. Издательство «Знание». 1968. — 32 с. — (Серия: Естествознание и религия). В 1972 году появился «Календарь русской природы» (М.: Московский рабочий, 1973. — 272 с.; 2-е изд. — 1973), где «в условиях идеологического запрета, Стрижёв избрал форму „фенологических очерков“ как единственно возможный легальный способ говорить о христианской духовности народа». В 1975 году была напечатана книга «Лесные травы». — М.: Изд. «ЛП», 1975. — 192 с. Стрижёвым было написано более 20 книг о природе («Народные приметы», «Большая книга леса», «Календарь русской природы», «Ваш кормилец огород», «Лесные ягоды» и др.).
В 1972 году А. И. Солженицын, с которым Стрижев был знаком с 1967 года, одобрил его роман «Хроника одной души», существенно отличавшийся от выходивших в 1970-х годах книг «деревенской прозы»; напечатан он был только в 1991 году, — в новых социально-политических условиях перестройки государства: 

Почему я назвал свою книгу «Хроника одной души»? Потому что душа была под запретом, само слово это было под запретом. Семён Индурский, главный редактор «Вечерней Москвы», говорил, что пока он здесь начальник, слово «душа» не пройдёт, что он не знает, где она находится.
В это время Стрижёв начал писать очерки и книги, посвящённые церковной истории России, подвижникам веры, русским духовным писателям, которые замалчивались в советский период: Сергея Бехтеева, Авдотьи Глинки, Николая Жевахова, Александры Ишимовой, Василия Никифорова-Волгина, Владислава Маевского, Андрея Муравьёва, Андрея Платонова, Евгения Поселянина. Александр Стрижёв подготовил и впервые опубликовал многие произведения Евгения Замятина; он записал воспоминания современников о писателе, составил библиографию его произведений. Стрижёв составил библиографию Леонида Зурова, впервые собрал и издал его произведения. Им были написаны очерки о церковных деятелях — архимандрите Фотии (Спасском), архиепископе Никоне (Рождественском), иеромонахе Серафиме (Роузе); о богословах — Владимире Лосском, Василии Зеньковском, Иване Андреевском; а также адмирале Александре Шишкове, Борисе Ширяеве, Петре Паламарчуке.
Стрижёв подготовил на основании личного архива Сергея Нилуса полное собрание его сочинений (1999—2004). Он также автор-составитель сборников «Ф. М. Достоевский и Православие» (1997), «А. С. Пушкин: путь к Православию» (1999), «Духовная драма Льва Толстого» (1998), полного собрания творений Игнатия (Брянчанинова) (2001—2006).
Александр Стрижёв — член Союза писателей России (с 1994), Международного фонда славянской письменности, член-корреспондент Академии славянской культуры, действительный член Русского географического общества.
Собрание сочинений А. Н. Стрижева в 5 томах было издано в 2007 году московским издательством Общество сохранения литературного наследия.

## Награды
Стрижёв награждён медалями Академии Российской словесности «Ревнитель просвещения» (1999) и общества «Радонеж», удостоен первой премии имени Нилуса (2001) «за литературные труды, в которых выявляется историческая правда о прошлом России», премии «Новое время» имени Суворина (2004) «за вклад в отечественную словесность».
В 2009 году в связи с 75-летием со дня рождения был награждён орденом святителя Иннокентия Московского Русской православной церкви.
Лауреат Патриаршей литературной премии за 2019 год.